# Ghomara jezik
Ghomara jezik (gomera; ISO 639-3: gho), prema Ethnologue izumrli berberski jezik koji se govorio na malenom području blizu Chechaouena u Maroku. Prema drugim informacijama od osam ghomarskih plemena (karta) u koja spadaju Beni Grir, Beni Mansur, Beni Rezin, Beni Selman, Beni Smih, Beni Zejel, Beni Ziat i Beni Bu Zra, ovo posljednje pleme nastavilo je govoriti ovim jezikom. Ostala plemena prihvatila su marokanski arapski [ary].

## Vanjske poveznice
- Ethnologue (14th)
- Ethnologue (15th)